# Francisco Delgado
Francisco Delgado Serrano est un général de brigade espagnol.

## Biographie
Il rejoint au début l'Académie d'infanterie de Tolède et termine ses études en 1905. Il participe aux campagnes de la guerre du Rif.
En juillet 1936, il a le grade de lieutenant-colonel et commande le groupe 5. Il est impliqué dans la conspiration militaire et est un des officiers des troupes marocaines qui se sont rebellés contre la République. Son unité est l'une des premières à rejoindre la rébellion militaire, écrasant Melilla. Son groupe fait partie de la colonne du lieutenant-colonel Juan Yagüe. Il participe à l'avance vers Séville et arrive dans la périphérie de Madrid. Au cours de l'avance son groupe a perpétré plusieurs massacres contre des civils notamment dans la ville de Badajoz. Son groupe participe à la bataille de Madrid.
Le 14 novembre, pendant la bataille de la Cité universitaire de Madrid, la colonne est transférée vers la ligne de front. Il devient colonel en 1937 et commande la 82e division, il participe à la bataille de Teruel et à la bataille de l'Ebre. En janvier 1939, sa division participe à l'offensive de Catalogne,.
Après la guerre, il occupe divers postes, en 1943, au cours de la Seconde Guerre mondiale, il commande le IX Corps d'armée à Ceuta. En 1950, il devient lieutenant général et est nommé commandant en chef de la huitième région militaire huitième basée à La Corogne. Il est président du Conseil suprême de justice militaire. Il est mort en 1967.